# 2237 Melnikov
A 2237 Melnikov (ideiglenes jelöléssel 1938 TB) a Naprendszer kisbolygóövében található aszteroida. Grigorij Nyeujmin fedezte fel 1938. október 2-án.